# Banovina (región)
La región de Banovina, anteriormente conocida como Banska krajina o Banija, es una de las regiones geográficas del área central de Croacia, entre los ríos Sava, Una, y Kupa. Las ciudades principales de dicha región incluyen a Petrinja, Glina, Kostajnica, y a Dvor. 

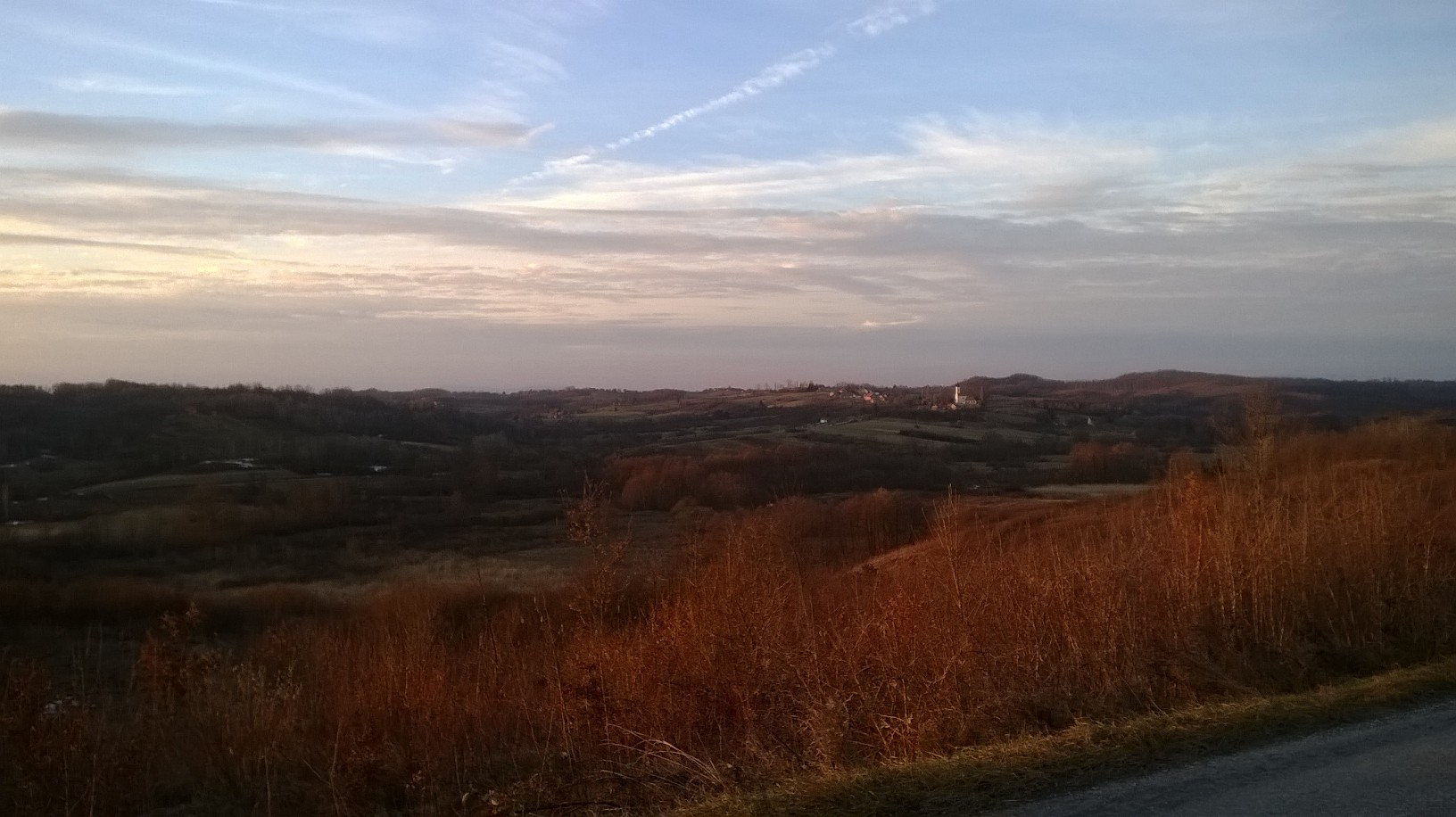
Banovina en enero de 2016.

Dicha área se encuentra íntegramente ubicada en el Condado de Sisak-Moslavina. Durante la Segunda Guerra Mundial, Banovina Banija fue el lugar de una de las más graves masacres genócidas perpetrada por los Ustaše contra los serbios. Cincuenta años después, dicha área sufrió el embate de las guerras yugoslavas en los '90, con mucha de su población siendo forzada a huir durante dichas hostilidades, retornando muchos de ellos después del fin del conflicto a sus hogares.[cita requerida]